# (R)-2-ヒドロキシ酸デヒドロゲナーゼ
(R)-2-ヒドロキシ酸デヒドロゲナーゼ（(R)-2-hydroxyacid dehydrogenase, ComC）は、次の化学反応を触媒する酸化還元酵素である。
(2R)-3-スルホ乳酸 + NAD(P)+ {\displaystyle \rightleftharpoons } 3-スルホピルビン酸 + NAD(P)H + H+
すなわち、この酵素の基質は(2R)-3-スルホ乳酸とNAD(P)+、生成物は3-スルホピルビン酸とNAD(P)HとH+である。
組織名は(R)-2-hydroxyacid:NAD(P)+ oxidoreductaseで、別名に(R)-sulfolactate:NAD(P)+ oxidoreductase, L-sulfolactate dehydrogenase, (R)-sulfolactate dehydrogenaseがある。